# Стара Камениця (гміна)
Гміна Стара Камениця (пол. Gmina Stara Kamienica) — сільська гміна у південно-західній Польщі. Належить до Карконоського повіту Нижньосілезького воєводства.
Станом на 31 грудня 2011 у гміні проживало 5371 особа.

## Площа
Згідно з даними за 2007 рік площа гміни становила 110.46 км², у тому числі:
- орні землі: 56.00%
- ліси: 36.00%

Таким чином, площа гміни становить 17.58% площі повіту.

## Населення
Станом на 31 грудня 2011:
| Опис     | Загалом | Загалом | Чоловіки | Чоловіки | Жінки | Жінки |
| -------- | ------- | ------- | -------- | -------- | ----- | ----- |
| одиниця  | осіб    | %       | осіб     | %        | осіб  | %     |
| все      | 5371    | 100     | 2653     | 49.39    | 2718  | 50.61 |
| міське   | 0       |         | 0        |          | 0     |       |
| сільське | 5371    | 100     | 2653     | 49.39    | 2718  | 50.61 |

## Сусідні гміни
Гміна Стара Камениця межує з такими гмінами: Єжув-Судецький, Любомеж, Мірськ, Пеховіце, Шклярська Поремба.